# Gerard Bruins
Geerhard Herman (Gerard) Bruins (Heeg, 10 maart 1924 – Arnhem, 9 mei 2016) was een Nederlands voetballer.

## Biografie
Gerard Bruins was de enige zoon van Geerhard Bruins en Hermina Hendrika Ziegeler. Hij trouwde op 5 april 1958 met Ria Barger.
Hij speelde van 1946 tot 1953 bij AFC Ajax als aanvaller. Van zijn debuut in het kampioenschap op 29 december 1946 tegen VSV tot zijn laatste wedstrijd op 3 mei 1953 tegen NEC speelde Bruins in totaal 72 wedstrijden en scoorde 40 doelpunten in het eerste elftal van Ajax.
Zijn oom Gerard Ziegeler is tussen 1911 en 1917 eerste doelman bij Ajax.

## Statistieken
| Club  | Seizoen | Competitie | Competitie | Beker | Beker | Totaal | Totaal |
| Club  | Seizoen | Wed.       | Dlp.       | Wed.  | Dlp.  | Wed.   | Dlp.   |
| ----- | ------- | ---------- | ---------- | ----- | ----- | ------ | ------ |
| Ajax  | 1946/47 | 13         | 16         | -     | -     | 13     | 16     |
| Ajax  | 1947/48 | 20         | 14         | -     | -     | 20     | 14     |
| Ajax  | 1948/49 | 8          | 2          | ?     | ?     | 8      | 2      |
| Ajax  | 1949/50 | 18         | 6          | -     | -     | 18     | 6      |
| Ajax  | 1950/51 | 11         | 2          | -     | -     | 11     | 2      |
| Ajax  | 1952/53 | 2          | 0          | -     | -     | 2      | 0      |
| Total | Total   | 72         | 40         | ?     | ?     | 72     | 40     |